# Boogie Down Productions
Boogie Down Productions – amerykański zespół wykonujący muzykę hip-hop. Oryginalnie do składu należeli KRS-One, D-Nice’a oraz Scott La Rock. Ten ostatni został zamordowany 27 sierpnia 1987, tuż po wydaniu albumu Criminal Minded. Nazwa „Boogie Down” pochodzi od alternatywnej nazwy Bronxu, dzielnicy Nowego Jorku.

## Historia
Oficjalnie uważa się, że Hip-Hop powstał w dzielnicy Bronx. Tymczasem inna formacja raperów Juice Crew w utworze „The Bridge” zawarła informację, że Hip-Hop tak naprawdę powstał w Queens. Zdenerwowani tym faktem członkowie BDP wydali własny utwór pt. „South Bronx”, promujący Bronx jako miejsce początku hip-hopu. Tak doszło do pierwszej, znaczącej wojny hiphopowej. Zarówno BDP, jak i Juice Crew toczyli walkę do śmierci Scotta La Rocka. Po tym wydarzeniu Juice Crew zajęli się innym rodzajem rapu.
Podczas gdy album Criminal Minded opowiadał o seksie i przestępczości, BDP zmieniła charakter swoich utworów po śmierci Scotta La Rocka. Stali się najpopularniejszymi twórcami obok Public Enemy. Zapoczątkowali łączenie się stylów ragga i hip-hop.
Członkowie BDP często się zmieniali. W końcu został sam KRS-One. Członkami i współpracownikami BDP byli Mad Lion, Channel Live, Run, Keith Murray, McBoo, Ms. Melodie, Scottie Morris, Willie D., Robocop, Harmony, DJ Red Alert, DJ Jazzy Jay Kramer, D-Square, Rebekah i Sidney Mills.

## Dyskografia
| Informacje o albumie |
| --- |
| Criminal Minded - Wydany: 3 marca 1987 - Single: „South Bronx”/„The P Is Free”, „Super Hoe”/„Scott LaRock (Megamix)”, „Poetry”/„Elementary”, „The Bridge Is Over”/„A Word from Our Sponsor”                       |
| By All Means Necessary - Wydany: 10 maja 1988 - Single: „I’m Still #1"/„Essays on BDP-ism”/„Jimmy”, „Jack of Spades”/„Necessary”/„I’m Still #1", „My Philosophy”/„Stop the Violence”, „Stop the Violence”/„Jimmy” |
| Ghetto Music: The Blueprint of Hip Hop - Wydany: 28 czerwca 1989 - Single: „Jack of Spades”, „You Must Learn”/„Jah Rulez”/„World Peace”, „Why Is That?”/„Who Protects us From You?”                               |
| Edutainment - Wydany: 17 lipca 1990 - Single: „Love’s Gonna Get’cha (Material Love)”/„The Kenny Parker Show”, „Ya Know the Rules”                                                                                 |
| Live Hardcore Worldwide - Wydany: 12 marca 1991 - Single: |
| Sex and Violence - Wydany: 25 lutego 1992 - Single: „Duck Down”/„We in There”, „13 & Good”/„Build & Destroy” |